# Mori (Shizuoka)
Mori (森町 Mori-machi?) es un pueblo en la prefectura de Shizuoka, Japón, localizado en el centro-este de la isla de Honshū, en la región de Chūbu. Tenía una población estimada de 17 333 habitantes el 1 de marzo de 2021 y una densidad de población de 129 personas por km².

## Geografía
Mori está localizado en una zona interior en las colinas del oeste de la prefectura de Shizuoka. La ciudad tiene un clima oceánico templado con veranos muy cálidos y húmedos e inviernos suaves y fríos. Limita con las ciudades de Hamamatsu, Fukuroi, Kakegawa, Iwata y Shimada.

## Historia
Mori se conoce desde el período Kamakura como la ubicación de Oguni Jinja la ichinomiya de la antigua provincia de Tōtōmi y un destino de peregrinación. En el período Edo, era en gran parte territorio bajo control directo del shogunato Tokugawa.
Con el establecimiento del sistema de municipios modernos a principios del período Meiji en 1889, el área se reorganizó en el pueblo de Mori dentro del distrito de Shūchi, prefectura de Shizuoka. En 1955-56, el área del pueblo se amplió mediante la anexión de cinco villas vecinas. Las discusiones para fusionarse con el vecino Fukuroi se archivaron después de un referéndum que se oponía a la fusión en 2009.

## Demografía
Según los datos del censo japonés, la población de Mori ha disminuido lentamente en los últimos 30 años.
| Gráfica de evolución demográfica de Mori entre 1960 y 2015 |
|                                                            |
| Oficina de Estadística de Japón                            |